# Костел Божого Тіла (Несвіж)
Костел Божого Тіла в Несвіжі (біл. Касцёл Божага Цела) — архітектурна пам'ятка раннього бароко, перший єзуїтський костел, а також перша хрестово-купольна базиліка з безвежевим бароковим фасадом на території Речі Посполитої, родова усипальня князів Радзивіллів.

## Історія
Костел зведений у 1587–1593 рр. за проектом італійського архітектора Бернардоні за меценатства Миколая Криштофа Радзивілла Сирітки. 7 жовтня 1601 року костел був освячений. За основу проекту, хоча й зі значними змінами, було взяте планування головного храму єзуїтів Іль Джезу в Римі, зведений у 1584 році. Однак при загальній композиційній схожості й бароковій стилістиці Несвірський костел значно відрізняється, що зумовлено місцевими будівельними традиціями і вимогами замовника.
Композиція храму строго логічна, позбавлена від перенасиченості барокового декору. Можливо, що храм був у Білорусі одним з перших будівель, фасади якого були оштукатурені і побілені. Як свідчать проектні креслення і гравюра Т. Маковського, спочатку з боків головного фасаду були зроблені оборонні циліндричні башточки, традиційні для білоруської готики, з крученими сходами на емпорії в бічних нефах. Після пожежі в середині XVII ст. костел відновлено архітектором О. Крюгером.
Близько 1705 року з ініціативи Кароля Станіслава Радзивілла почалися ремонтні роботи та реконструкція храму, що тривали майже півстоліття і завершилися при Михайлі Казимирові Радзивіллі Рибоньці. В результаті будівельних робіт були усунені емпорії над нефами і круглі вежі з драбинами, також знесені башточки над скарбцем і ризницею, змінена форма і розташування деяких вікон. Іншу форму отримав ліхтар над куполом. Всередині костелу були усунені імпости в аркадах між нефами, інше оформлення отримали готичні пілястри головного нефа.
У 1773 року зі скасуванням ордена єзуїтів відбулося закриття колегіуму.

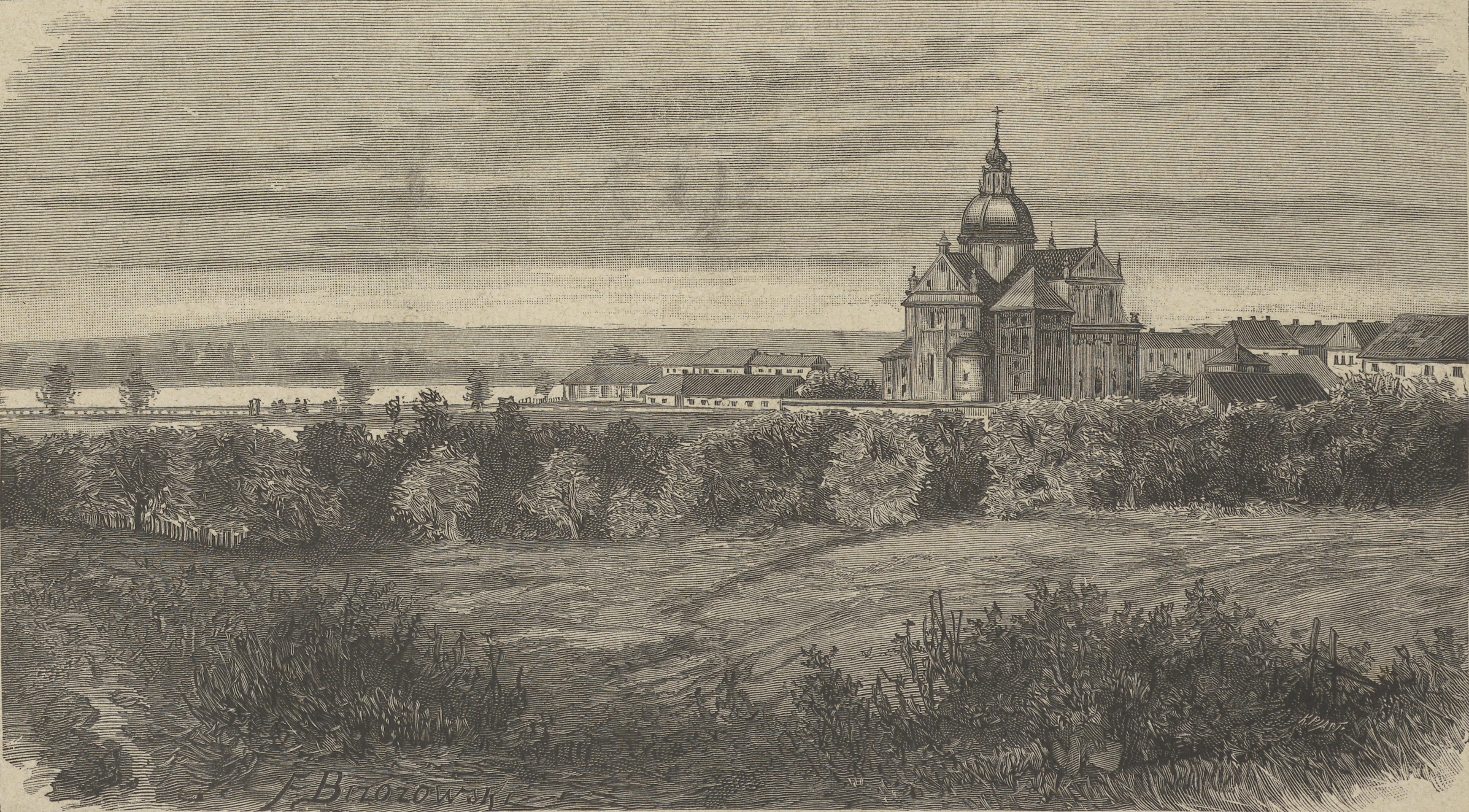
Вид костелу єзуїтів в Несвіжі в XIX столітті. Казимир Пястушкевич

У 1912 році в будівлі костелу встановили меморіальну дошку з портретом поета, краєзнавця Владислава Сирокомлі.
Храм був пошкоджений у роки Другої світової війни, відновлений у 1944 р.

## Архітектура
Головний фасад двох'ярусний, розчленований по вертикалі пілястрами, по горизонталі — розвиненим антаблементом. Перший ярус, який займає ширину трьох нефів, розділений пілястрами на п'ять частин, бічні з яких виділено прямокутними віконними прорізами і круглими люкарнами. Вхідний портал завершений лучковим фронтоном. Другий ярус займає ширину центрального нефа, розчленований пілястрами на три частини, завершений трикутним фронтоном з люкарною. Обидва яруси композиційно об'єднані увігнутими бічними прибудовами, прикрашені чотириарочними екседрами зі скульптурними зображеннями Святих Миколи, Криштофа, Ігнатія Лойоли, Франциска Ксав'єра. На восьмигранному світловому барабані височить гранований купол, завершений ліхтарем з фігурним шоломом. На фасаді храму знаходиться напислатинською мовою: «Вклонися Храму святому твоєму в страху своєму».
Усередині центральний неф ширший за бічні, перекритий циліндричним склепінням з люнетами, бічні нави — хрестовими. Розпір купола погашається вітрилами і підпружними арками. Пресбітерій відділений від нефа дерев'яною різьбленою огорожею. До зали відкриті бічні каплиці Св. Андрія і Св. Петра.
У крипті — каплиця Святого Хреста і родинна усипальниця князів Радзивіллів.

## Інтер'єр

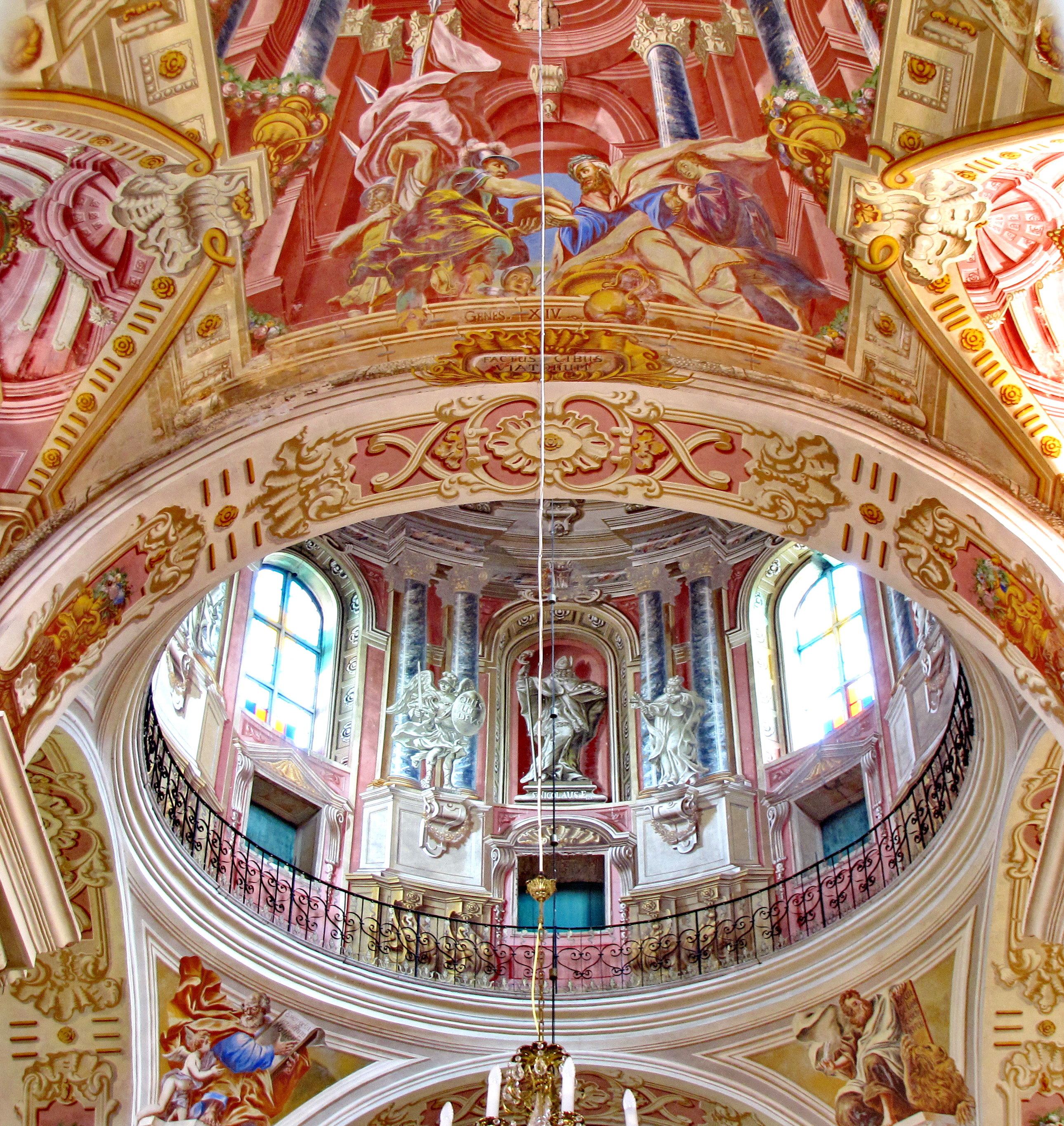
Розписи К. Д. Геського

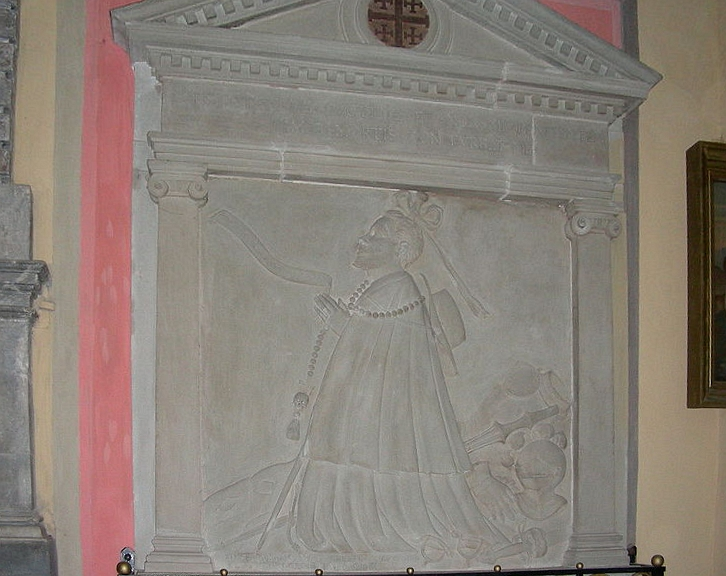
Надгріб'я Миколи Радзивілла Сирітки

Інтер'єр храму багато декорований розписом у техніці гризайль. Фресками покриті склепіння центрального і бічних нефів, пресбітерія, трансепта, нартекса, бічних капел і підкупольного простору. Фрески зроблені в 1750 — 1760-ті рр. за участю художника К. Д. Геського, цикл складається з 40 окремих композицій із зображенням сцен алегоричного сенсу, зображеннями святих та декоративно орнаментальних композицій.
На склепінні пресбітерія розташована фреска «Апофеоз католицької церкви». У трансепці — сцени з життя Божої Матері і Христа, «Ecce homo», «Ecce Mater», «Святе Сімейство», «Соломон і цариця Савська». На склепіннях центрального нефа є ряд сюжетних сцен, присвячених католицьким таїнствам. У північному нефі сцена «Повернення блудного сина». У простінках світлового барабана купола в 2 яруси зображення святих на тлі архітектурних лаштунків (потужних колон з капітелями, нішами і прорізами). У композицію фресок вставлені картуші з віршованими строфами та посиланнями на Біблію.
У 1900-02 рр. фрески на склепіннях, у вежі і куполі були відреставровані живописцем Франциском Бруздовичем, а також зроблені нові розписи.
Головний вівтар зроблений за проектом Мауріціо Педеці, прикрашений картиною К. Д. Геського «Таємна вечеря» (1753, копія картини Леонардо да Вінчі). На початку 1990-х рр. картина головного вівтаря була реставрована. У крилах трансепта розташовані мармурові вівтарі Святого Хреста і Діви Марії.
В різні часи будувалися численні менші вівтарі: Святих Ігнатія Лойоли, Франциска Ксав'єра, Станіслава Кістки, Барбари, Катерини, Флоріана, Роха, Себастьяна і ін. Над оформленням інтер'єру в 1740 — 1750-ті рр. працювали столяри Михайло Шимановський і Ян Лежбах, художники Ян Санів і Ян Гюндельфінгер.
Над входом — хори з органом. Перший орган був поставлений у 1611–1615 рр. на кошти місцевого шляхтича Андрія Скарульского. Парапет хорів оздоблений фресковими розписами із зображеннями музичних інструментів ракайльним картушем по центру.
Зліва від головного вівтаря встановлено дві меморіальні дошки-надгробки в стилі ренесансу на пам'ять про синів фундатора костелу князя М. Радзивілла Сирітки, між якими знаходиться його барельєф в одязі пілігрима. Над барельєфом — латинська сентенція «Перед лицем смерті кожен не лицар, а тільки пілігрим-мандрівник». На одній із плит реалістична зображення дитини Радзивілла, яке прожило лише два роки (1586—1588).
У 1912 році в храмі встановлено меморіальну дошку поету В. Сирокомлю. Він навчався і працював у Несвіжі. Пам'ятник поету був створений до 40-річчя від дня його смерті.
Радзівіллівський катафалк був виконаний М. Педеці. Ще один надгробний пам'ятник — образ жінки, ймовірно, Констанції Радзивілл, яка сидить в траурі на рожевій труні.
У костелі зберігається найраніша з виявлених на Білорусі ікона св. Йосафата Кунцевича.

## Крипта Радзивіллів

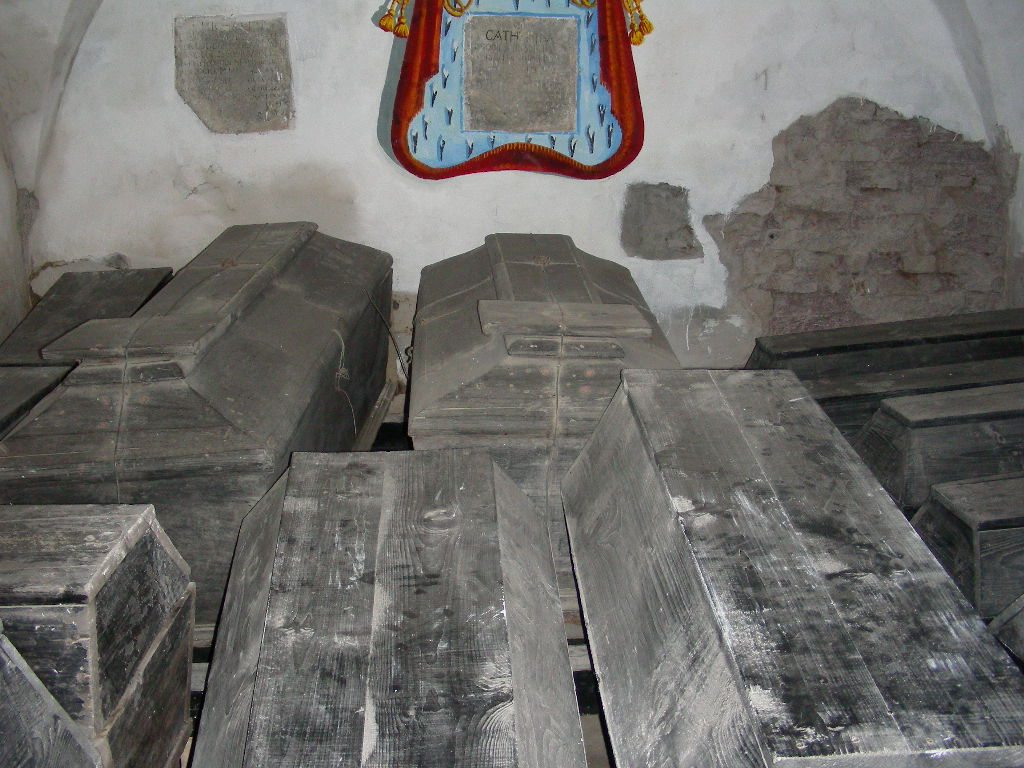
Похоронна крипта Радзивіллів

У підлозі пресбітерія — вхід до фамільної крипти-усипальниці Радзивіллів. Найперше поховання під костелом датоване 1616 роком, а останнє — 1936, коли тут був похований останній ординат Несвіжа Альбрехт Антоній Радзивілл. У крипті на сьогоднішній день знаходиться вівтар Непорочного Зачаття, 70 саркофагів, один із них — ритуальний, одна конопа і одна урна з прахом нащадка Несвіжської лінії Антонія Радзивілла, привезена з Лондона 8 червня 2000 р. Найдавніші саркофаги знаходяться ближче до входу.
Крипта Радзивіллів — третя за кількістю династичних поховань в Європі після Габсбургів в Капуцінеркірхе і Бурбонів у Сен-Дені.

## Колегіум єзуїтів
Костел побудований в ансамблі з вежею і колегіумом єзуїтів, який не зберігся.
Архітектура колегіуму була виконана в стилі ренесансу. П-подібна за планом будівля під 2-схильними дахами з фігурними фронтонами по торцях. Площинні стіни фронтального фасаду мали прямокутні та арочні віконні прорізи, по верху були оперезані фігурними аттиками дрібного хвилеподібного і орнаментального характеру — декоративні щити валютного окреслення, пістрява краповка, фігурні фризи, центральна вежа-еркер з курантами і шатром із флюгером. Бічні фасади мали спрощене площинне трактування з ритмом прямокутних і арочних віконних прорізів. Перший поверх був відкритою галерею-аркадою на всі боки центрального наскрізного проїзду. Північний і південний корпуси мали галерейне планування, східний — коридорне. На 1-му поверсі південної частини розташовувалися 4 шкільні класи, бібліотека з друкарнею і окремий внутрішній двір, в північній частині — 4 келії, кухня, комора та трапезна, які мали вихід в окремий огороджений глухий двір. Східне заднє крило мало коридорне планування і включало келії, комори, вітальню та ін. До нього перпендикулярно приєднувалося крило для челяді, лабораторії, аптеки. Другий поверх відводився під келії ченців, апартаменти ректора і каплиця. Інтер'єри ряду приміщень були оформлені фресками. За будівлею колегіуму був спланований регулярний сад зі ставком.

## Каплиця Булгаріна

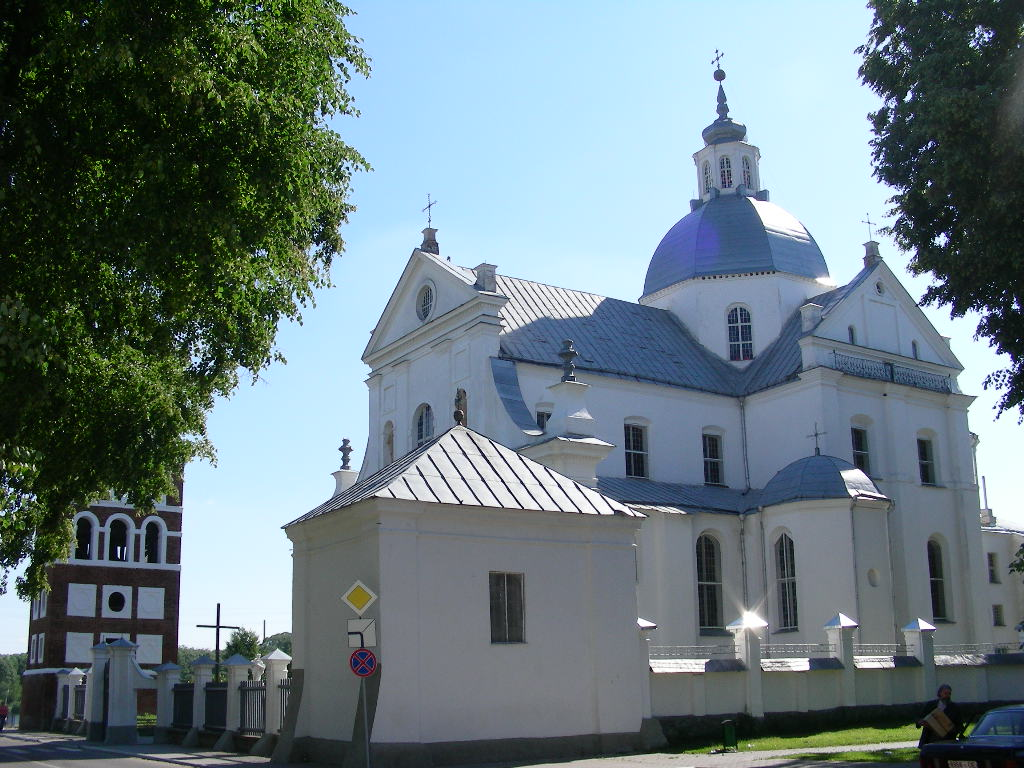
Каплиця Булгаріна на першому плані

В 1747 р. у дворі костелу окремо поставлена каплиця Булгаріна, збудована архітектором М. Педеці квадратним у плані об'ємом під шатровим дахом.